# Злате Михайловський
Злате Михайловський (серб. Злате Михајловски; 1926, Богдево — лютий 1944, Прілеп) — югославський македонський партизан, Народний герой Югославії.

## Біографія
Народився в 1926 році у Богдево. Працював до війни в Белграді каменярем. В 1943 році вступив у Народно-визвольну армію Югославії, служив в партизанському загоні «Кораб». Потрапив в італійську в'язницю в Тирані, де був засуджений до смертної кари, проте, зважаючи на його неповноліття, смертну кару замінили довічним ув'язненням. У вересні 1943 року втік з в'язниці.
Вступив у македонсько-косовську бригаду (служив кулеметником). Відзначився в битві у Дебарці, за свою хоробрість був нагороджений іменним револьвером. Пізніше воював з болгарськими солдатами.
Під час переходу македонців у Егейську Македонію був призначений командиром невеликого загону з п'яти чоловік, який мав пробратися у Прілеп. На підступах до міста Злате зі своїм загоном загинув.
Наказом Йосипа Броза Тіто від 9 жовтня 1953 йому було присвоєно звання Народного героя Югославії.